# Kurt Keller-Nebri
Kurt Keller-Nebri, auch Kurt Kellner-Nebri, (geboren 24. November 1874 in Dresden als Kurt Keller; gestorben 20. September 1946 in Berlin) war ein deutscher Film- und Theaterschauspieler.

## Leben
Kurt Keller, der seinen Namenszusatz Nebri vom Mädchennamen seiner Mutter übernahm, wirkte als Schauspieler und Sänger an der Komischen Oper Berlin, am Komödienhaus in Dresden und zuletzt wieder in Berlin. Er spielte in circa 20 Stumm- und Tonfilmen. 
Er stand 1944 in der Gottbegnadeten-Liste des Reichsministeriums für Volksaufklärung und Propaganda.
Keller war in zweiter Ehe mit Katharina Lieban (1889–1942), einer Tochter des Sängerehepaars Julius Lieban und Helene Globig, verheiratet.

## Filmografie (Auswahl)
- 1919: Das Derby – Ein Detektivroman auf dem grünen Rasen
- 1919: Dem Teufel verschrieben
- 1919: Mary Wood, die Tochter des Sträflings
- 1920: Die Hand des Würgers
- 1920: Masken
- 1921: Dämonische Treue
- 1921: Erzgauner
- 1921: Verrat auf Schloß Treuenfels
- 1934: Da stimmt was nicht
- 1935: Die selige Exzellenz
- 1935: Künstlerliebe
- 1937: Fridericus
- 1937: Gleisdreieck
- 1937: Heiratsinstitut Ida & Co
- 1937: Liebe kann lügen
- 1938: Rote Orchideen
- 1939: Robert und Bertram